# Primera Liga de Eslovenia 2012-13
La PrvaLiga de Eslovenia 2012-13 fue la 22.ª edición de la PrvaLiga, máxima categoría del fútbol esloveno. También es conocida por su abreviatura 1. SNL.
Inició el 14 de julio de 2012 y finalizó el 26 de mayo de 2013.

## Equipos participantes
| Equipo   | Ciudad        | Estadio       | Capacidad1 |
| -------- | ------------- | ------------- | ---------- |
| Aluminij | Kidričevo     | Športni Park  | 600        |
| Celje    | Celje         | Arena Petrol  | 13.006     |
| Domžale  | Domžale       | Športni Park  | 2.813      |
| Gorica   | Nova Gorica   | Športni Park  | 3.066      |
| Koper    | Koper         | Bonifika      | 4.047      |
| Maribor  | Maribor       | Ljudski vrt   | 12.994     |
| Mura 05  | Murska Sobota | Fazanerija    | 3.782      |
| Olimpija | Liubliana     | Stožice       | 16.038     |
| Rudar    | Velenje       | Ob Jezeru     | 2.341      |
| Triglav  | Kranj         | Stanko Mlakar | 2.029      |

1Solo se cuentan las plazas de asiento. Algunos estadios (por ejemplo: Mura 05, Nafta, Rudar) también tienen áreas donde los aficionados están de pie.

## Tabla de posiciones
|           |    | Equipo   | PJ | PG | PE | PP | GF | GC | Dif | Pts |
| --------- | -- | -------- | -- | -- | -- | -- | -- | -- | --- | --- |
|           | 1  | Maribor  | 36 | 24 | 6  | 6  | 80 | 35 | +45 | 78  |
|           | 2  | Olimpija | 36 | 21 | 7  | 8  | 73 | 35 | +38 | 70  |
|           | 3  | Domžale  | 36 | 17 | 9  | 10 | 42 | 34 | +8  | 60  |
|           | 4  | Koper    | 36 | 14 | 13 | 9  | 52 | 42 | +10 | 55  |
|           | 5  | Celje    | 36 | 12 | 13 | 11 | 39 | 39 | 0   | 49  |
|           | 6  | Gorica   | 36 | 10 | 11 | 15 | 45 | 60 | -15 | 41  |
|           | 7  | Rudar    | 36 | 11 | 7  | 18 | 42 | 59 | -17 | 40  |
|           | 8  | Triglav  | 36 | 9  | 11 | 16 | 35 | 50 | -15 | 38  |
| Descendió | 9  | Mura 05  | 36 | 9  | 6  | 21 | 43 | 66 | -23 | 33  |
| Descendió | 10 | Aluminij | 36 | 7  | 9  | 20 | 36 | 67 | -31 | 30  |

PJ = Partidos jugados; PG = Partidos ganados; PE = Partidos empatados; PP = Partidos perdidos; GF = Goles anotados; GC = Goles recibidos; Dif = Diferencia de goles; Pts = Puntos
|  | Clasificado a la segunda fase previa de la Liga de Campeones de la UEFA 2013-14  |
|  | Clasificado a la segunda fase previa de la de la Liga Europea de la UEFA 2013-14 |
|  | Clasificado a la primera fase previa de la de la Liga Europea de la UEFA 2013-14 |
|  | Descenso a la 2. SNL                                                             |

| Bandera de Eslovenia          |
| Campeón NK Maribor 11° título |

## Estadísticas
| Pos. | Jugador          | Equipo        | Goles |
| ---- | ---------------- | ------------- | ----- |
| 1    | Marcos Tavares   | Maribor       | 17    |
| 2    | Nikola Nikezić   | Olimpija      | 15    |
| 2    | Dejan Žigon      | Gorica        | 15    |
| 4    | Enis Đurković    | Triglav       | 14    |
| 4    | Mate Eterović    | Mura 05 Rudar | 14    |
| 4    | Robert Kurež     | Aluminij      | 14    |
| 7    | Robert Berić     | Maribor       | 13    |
| 8    | Goran Cvijanović | Maribor       | 12    |
| 9    | Andraž Šporar    | Olimpija      | 11    |
| 10   | Elvis Bratanovič | Rudar         | 10    |
| 10   | Ivan Brečević    | Koper         | 10    |

| Jugador        | Equipo  | Rival   | Resultado | Fecha    |
| -------------- | ------- | ------- | --------- | -------- |
| Dejan Žigon    | Gorica  | Mura 05 | 3–1       | 22-07-12 |
| Marcos Tavares | Maribor | Gorica  | 6–1       | 17-11-12 |
| Marcos Tavares | Maribor | Celje   | 5–1       | 18-05-13 |
| Goran Vuk      | Domžale | Gorica  | 3–0       | 22-05-13 |

### Promedio de asistencias
| Posición | Club          | Asistencia total | Partidos jugados | Promedio |
| -------- | ------------- | ---------------- | ---------------- | -------- |
| 1        | Maribor       | 51.000           | 18               | 2.833    |
| 2        | Olimpija      | 22.050           | 18               | 1.225    |
| 3        | Mura 05       | 15.410           | 18               | 856      |
| 4        | Koper         | 12.400           | 18               | 689      |
| 5        | Rudar Velenje | 12.350           | 18               | 686      |
| 6        | Domžale       | 11.550           | 18               | 669      |
| 7        | Celje         | 10.650           | 18               | 592      |
| 8        | Triglav       | 8.700            | 18               | 483      |
| 9        | Aluminij      | 8.100            | 18               | 450      |
| 10       | Gorica        | 6.320            | 18               | 351      |

## Premios

### Jugador de la temporada
-  Agim Ibraimi

### Jugador sub-23 de la temporada
-  Boban Jović

### Equipo del año 2013
| Jugador             | Equipo   | Posición      |
| ------------------- | -------- | ------------- |
| Aleksander Šeliga   | Olimpija | Portero       |
| Aleksander Rajčević | Maribor  | Defensa       |
| Boban Jović         | Olimpija | Defensa       |
| Martin Milec        | Maribor  | Defensa       |
| Aleš Mejač          | Maribor  | Defensa       |
| Agim Ibraimi        | Maribor  | Mediocampista |
| Goran Cvijanović    | Maribor  | Mediocampista |
| Nik Omladič         | Olimpija | Mediocampista |
| Nikola Nikezić      | Olimpija | Delantero     |
| Enis Đurković       | Triglav  | Delantero     |
| Marcos Tavares      | Maribor  | Delantero     |